# Lita Stantic
Lita Stantic (1 januari 1942) is een Argentijns filmregisseur, -producer en -scenarioschrijver.
Stantic is een belangrijk figuur in de Nieuwe Argentijnse Cinema en verantwoordelijk voor het debuut van enkele films van toonaangevende filmmakers als Lucrecia Martel, Pablo Trapero en Israel Adrián Caetano.

## Biografie
Stantic deed haar intrede in de Argentijnse cinemawereld als assistent-regisseur voor de film Diario de campamento uit 1965. Daarna maakte ze enkele korte films en legde ze haar focus enige tijd voornamelijk op de reclamewereld.
Ze bleef actief in de filmwereld via de Cine Liberacion, een ondergronds productie- en distributiecollectief dat in het geheim films vertoonde die anders zouden zijn verboden door de Argentijnse militaire regering.
Tijdens de politiek rumoerige jaren zeventig in Argentinië werkte Stantic aan meer dan een tiental films, waaronder La isla van Alejandro Doria in 1978 die een grote hit werd ondanks dat hij nog tijdens de dictatuur vertoond werd.
Tijdens de jaren tachtig zette ze samen met Maria Luisa Bemberg het productiebedrijf GEA Cinematografica op. Daarna stichtte ze Lita Stantic Productions.
Toen de Nieuwe Argentijnse Cinema aan het eind van de jaren negentig opkwam, produceerde ze films die uitgebreid goede kritieken ontvingen, waaronder Un Oso Rojo, La Ciénaga, Bolivia en La niña santa.
Verschillende van haar films werden bekroond op filmfestivals wereldwijd. In 2003 werd ze zelf beloond met een Prins Claus Prijs. Verder werd ze benoemd tot de Producent van het decennium 2001-2010 tijdens de uitreiking van de Premios Konex.

## Filmografie

### Productie van bioscoopfilms
- 1972: Los Velázquez
- 1978: La parte del león
- 1979: Contragolpe
- 1979: La isla, regie: Alejandro Doria
- 1980: Los miedos, regie: Alejandro Doria
- 1981: Momentos, regie: María Luisa Bemberg
- 1982: Señora de nadie, regie: María Luisa Bemberg
- 1984: Camila, regie: María Luisa Bemberg
- 1986: Miss Mary, regie: María Luisa Bemberg
- 1990: Fútbol argentino
- 1990: Yo, la peor de todas, regie: María Luisa Bemberg
- 1991: El verano del potro
- 1993: Un muro de silencio
- 1998: Dársena sur, regie: Pablo Reyero
- 1999: Mundo Grúa, regie: Pablo Trapero
- 2001: Bolivia
- 2001: La ciénaga, regie: Lucrecia Martel
- 2002: Tan de repente o La prueba, regie: Diego Lerman
- 2002: Un oso rojo, regie: Israel Adrián Caetano
- 2004: La niña santa, regie: Lucrecia Martel
- 2006: La hamaca paraguaya, regie: Paz Encina
- 2008: Café de los maestros, regie: Miguel Kohan
- 2008: Cordero de Dios

### Productie van televisiefilms
- 1996: Sol de otoño
- 1998: Historias de vidas, Encarnación Ezcurra
- 1998: Historias de vidas, Silvina Ocampo
- 1999: Las dependencias

### Script
- 1965: El bombero esté triste y llora
- 1965: Un día...
- 1972: Los Velázquez
- 1993: Un muro de silencio

### Regie
- 1965: Diario de campamento (assistent-regisseur)
- 1965: El bombero esté triste y llora
- 1965: Un día...
- 1993: Un muro de silencio